# Мулехе
Мулехе́ (исп. Mulegé), полное официальное название Эройка-Мулехе (исп. Heroica Mulegé) — город в Мексике, штат Южная Нижняя Калифорния, входит в состав муниципалитета Мулехе. Численность населения, по данным переписи 2020 года, составила 3834 человека.

## Топонимика
Название Mulegé происходит из языка коренных племён народа кочими, населявших полуостров Калифорния, и означает река между скал. Heroica — с испанского языка героический, было добавлено к названию в 1980 году, в память об отваге жителей во время американо-мексиканской войны.

## История
В 1701 году местность была исследована священником Хуаном Марией де Сальватьеррой для создания миссии. Здесь он обнаружил деревню туземцев Мулехе.
В 1705 году священником-иезуитом Хуаном де Басальдуа вблизи деревни была основана миссия Святой Росалии.
В 1847 году во время американо-мексиканской войны в Мулехе был организован оборонительный отряд под командованием капитана Мануэля Пинеды, который героически проявил себя в битве у горы Амарильо. За это в 1980 году к названию города было добавлено Эройка — героический.

## Фотогалерея

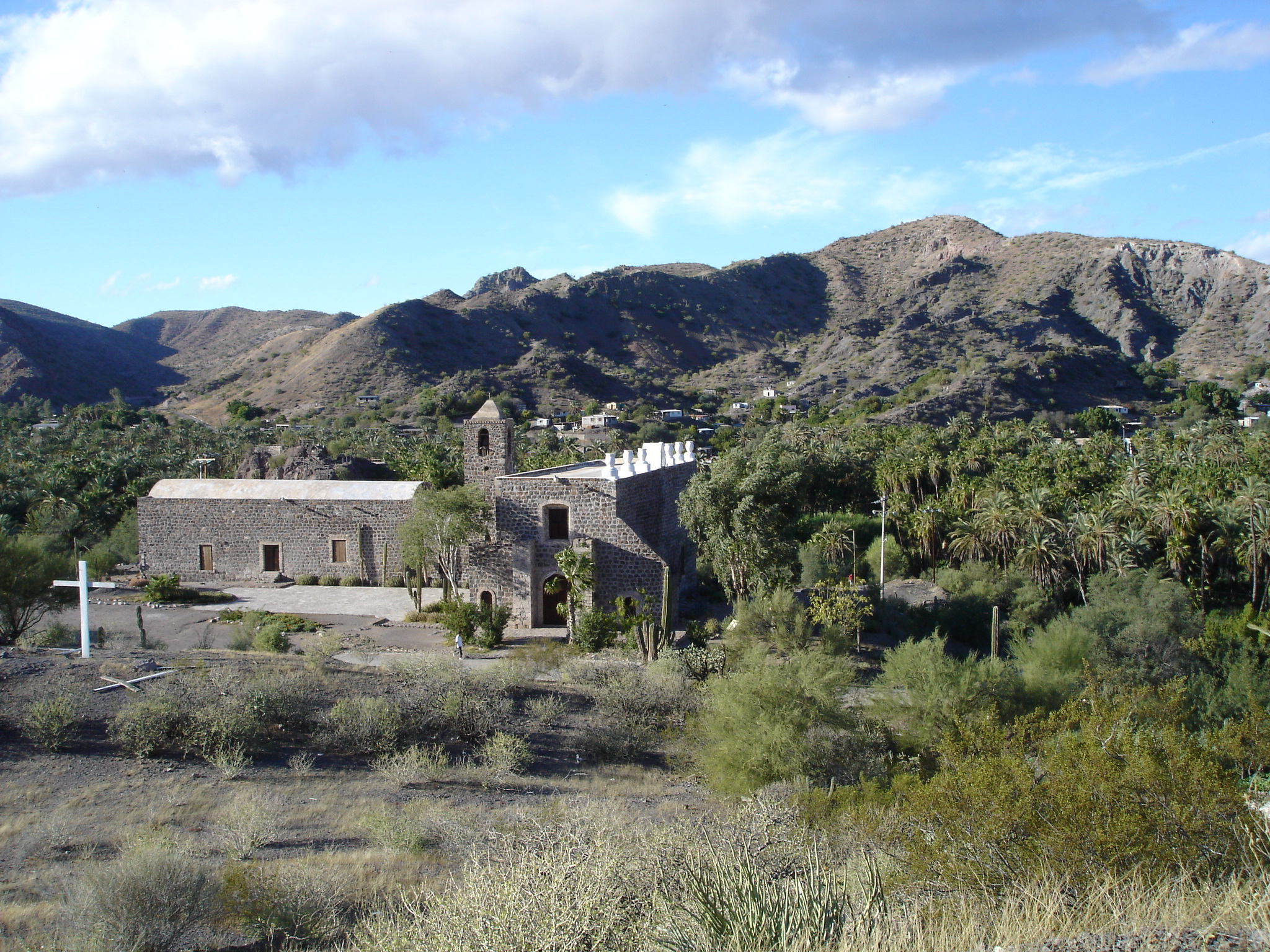
Миссия Святой Росалии 1705 года
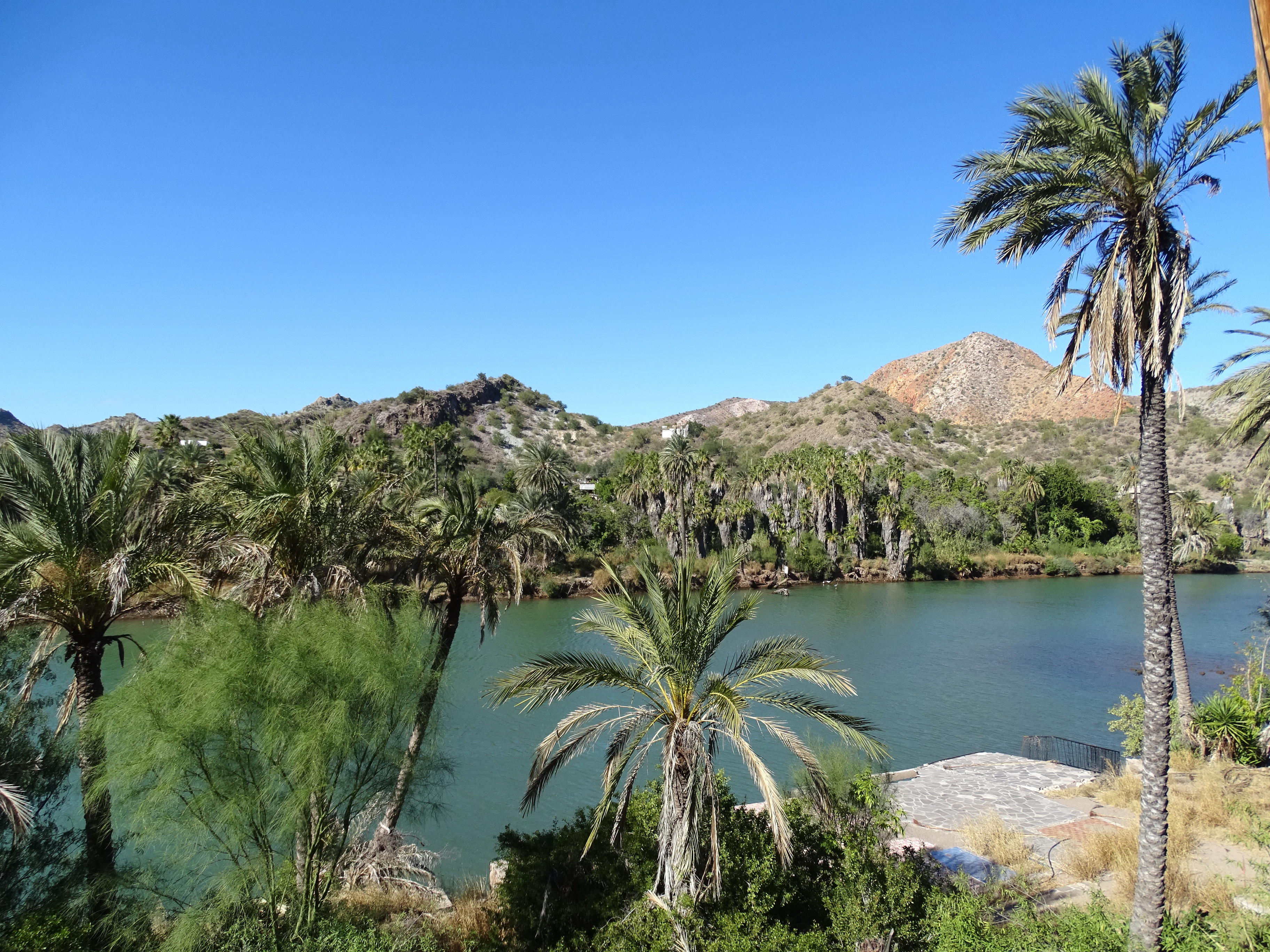
Набережная реки Мулехе
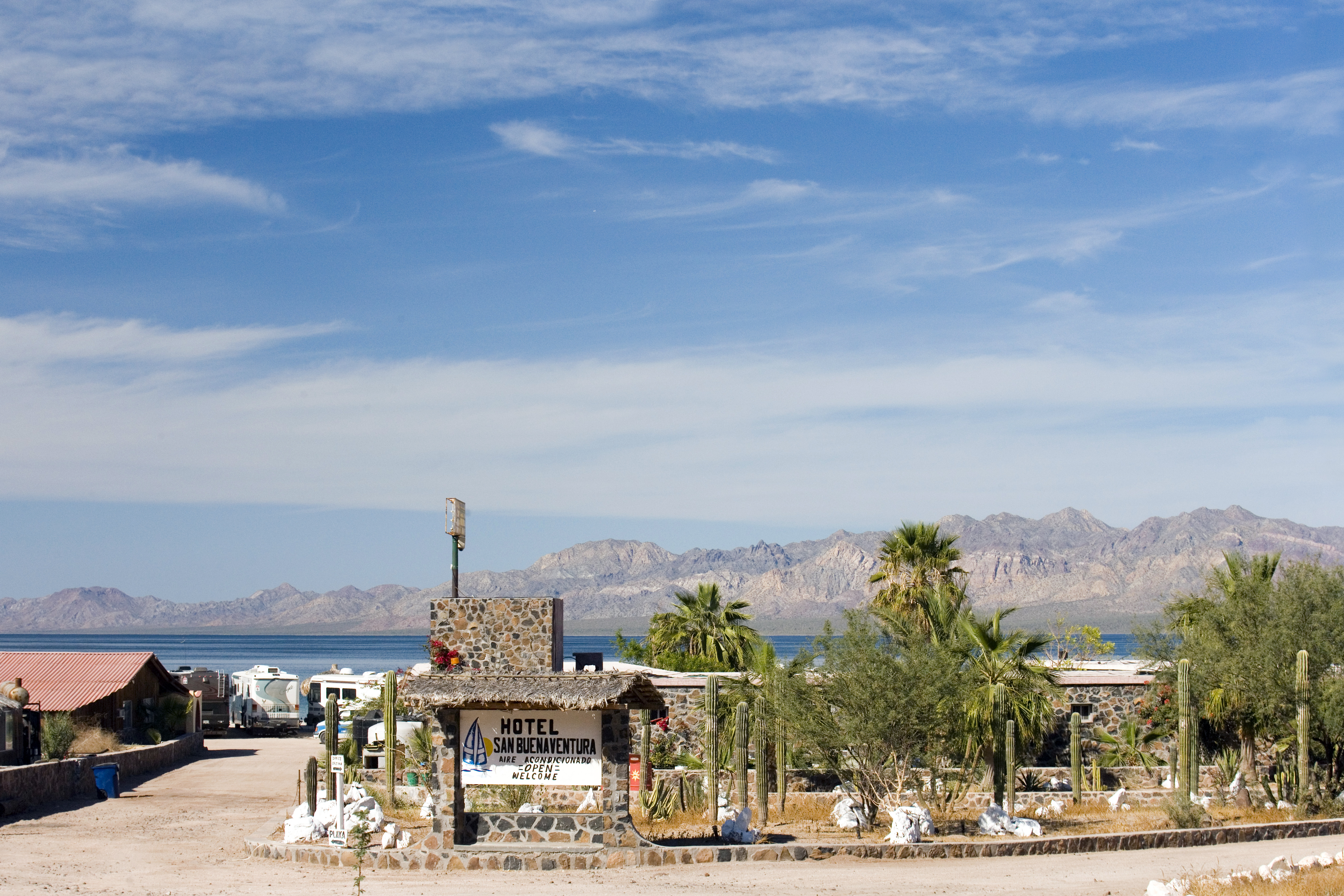
Отель на побережье Калифорнийского залива